# 埼玉県立熊谷工業高等学校
埼玉県立熊谷工業高等学校（さいたまけんりつくまがやこうぎょうこうとうがっこう）は、埼玉県熊谷市に所在する県立工業高等学校。

## 概要
1966年に熊谷商工高校より分離独立して開校。1972年に全国的にも早い段階で情報技術科が設けられた。現在、機械科・電気科・建築科・土木科・情報技術科の5科が設けられている。学生や関係者には熊工（くまこう）の通称で呼ばれており、熊谷高校の略である熊高と読みが同一となっている（本校と区別する為に熊谷高校は「熊高（くまたか）」と呼ばれる事が有る）。またラグビーの強豪校として知られ、数多くのラグビー選手を輩出している。近年ではソフトテニス部が全国大会出場など目覚ましい活躍をしている。

## 教育組織
- 全日制

建築科・土木科・電気科・機械科・情報技術科　※3学年のみ、四大進学科

## 沿革
- 1920年（大正9年）4月2日 - 文部省告示198号により熊谷商業高等学校を熊谷男子尋常高等小学校内に設立、生徒定員100名。
- 1938年（昭和13年）8月27日 - 校名を埼玉熊谷商業学校に改称。
- 1944年（昭和19年）3月31日 - 工業学校設置許可。工業学校に転換し熊谷工業学校となる。
- 1946年（昭和21年）3月15日 - 組織並びに名称変更許可。商工併設の熊谷商工学校となる。
- 1947年（昭和22年）4月15日 - 熊谷市大字広瀬800番地に移転。
- 1948年（昭和23年）4月1日 - 新学制より熊谷商工高等学校となる。生徒定員は商業科300名、電気科120名、建築科120名。
- 1949年（昭和24年）4月1日 - 生徒定員商業科450名、電気科240名、建築科120名に変更。
- 1950年（昭和25年）4月1日 - 電気科生徒定員120名に変更。
- 1953年（昭和28年）6月3日 - 建築科を建設科と改める件許可。（熊谷市教育委員会）
- 1954年（昭和29年）1月21日 - 建築科を建設科と改める県許可。（埼玉県教育委員会）
- 1956年（昭和31年）3月17日 - 本校を県に移管することを熊谷市議会において議決。
- 1957年（昭和32年）3月18日 - 県議会において県立移管の件可決される。
- 1957年（昭和32年）3月20日 - 埼玉県立熊谷商工高等学校と改める。生徒定員は商業科1,050名、電気科120名、建設科120名。
- 1959年（昭和34年）1月22日 - 埼玉県教育委員会において本校に機械科増設の件許可。
- 1959年（昭和34年）4月1日 - 生徒定員を商業科900名、電気科120名、建設科120名、機械科120名に変更。
- 1962年（昭和37年）4月1日 - 電気科、機械科定員増。生徒定員を商業科900名、電気科240名、建設科120名、機械科240名に変更。
- 1962年（昭和37年）7月1日 - 本校工業科敷地買収。熊谷市大字小島 校地13,261坪。
- 1963年（昭和38年）4月１日 - 建設科募集を廃止し、建築科・土木科設置。生徒定員は商業科1,200名、電気科240名、建築科120名、土木科120名、機械科240名。
- 1963年（昭和38年）12月20日 - 熊谷市大字小島820番地に鉄筋コンクリート造4階建校舎及び付帯工事第1期が工事完了。
- 1964年（昭和39年）1月17日 - 第2期工事（普通教室4）502,02坪竣工。
- 1964年（昭和39年）7月16日 - 第3期工事（普通教室8）206,01坪竣工。
- 1965年（昭和40年）11月16日 - 管理棟竣工。
- 1966年（昭和41年）4月1日 - 埼玉県立熊谷商工高等学校より分離独立。
- 1966年（昭和41年）5月11日 - 埼玉県立熊谷商業高等学校体育館に於いて分離独立及び校舎落成記念式典を挙行。（開校記念日となる）
- 1966年（昭和41年）11月2日 - 第四期工事　建築科、土木科、電気科、機械科実習棟竣工。
- 1968年（昭和43年）10月9日 - 体育館竣工。
- 1971年（昭和46年）12月18日 - 情報技術科設置の請願が県議会において議決される。
- 1971年（昭和46年）12月27日 - 県教育委員会において情報技術科設置が決定する。
- 1972年（昭和47年）4月1日 - 情報技術科設置。定員40名。
- 1973年（昭和48年）3月20日 - 情報技術科実習棟竣工。
- 1976年（昭和51年）11月29日 - 工業創設32周年・分離独立10周年記念式典挙行。同上記念行事（記念館〈現学生食堂〉建設・造園工事等）完了。
- 1978年（昭和53年）3月31日 - 校地5,748㎡拡張、運動場整地完了。
- 1980年（昭和55年）11月27日 - 格技場竣工。
- 1986年（昭和61年）4月1日 - 情報技術科1学級増、男女共学制を実施。
- 1986年（昭和61年）11月15日 - 工業創設42周年・分離独立20周年記念式典挙行。同記念事業（記念館クラブハウス改修、校門フェンス中庭整備等）完了。
- 1989年（平成元年）3月31日 - 管理棟増設（家庭科教室）竣工。
- 1991年（平成3年）1月7日 - 第70回全国高等学校ラグビーフットボール大会に於いて優勝する。
- 1993年（平成5年）3月27日 - トレーニング場竣工。
- 1994年（平成6年）2月28日 - 体育館全面改修工事完成。
- 1996年（平成8年）3月31日 - 校庭改修工事完了。
- 1996年（平成8年）10月12日 - 分離独立30周年記念式典挙行。同記念事業（特別教室整備等）完了。
- 1998年（平成10年）3月31日 - 土木・電気実習棟竣工。
- 1999年（平成11年）3月31日 - 機械・電気実習棟竣工。機械実習棟竣工。
- 2000年（平成12年）3月31日 - 建築実習棟竣工。
- 2001年（平成13年）3月12日 - 渡り廊下棟竣工。外構付帯工事（舗装、植栽）完了。テニスコート竣工。
- 2001年（平成13年）6月16日 - 実験・実習棟落成記念式典挙行。
- 2016年（平成28年）9月 - 大規模改修完了。

## 部活動
※2016年（平成28年）4月1日現在

### 運動部
- ラグビー部 - 全国大会23回出場（優勝：1回・準優勝：1回・ベスト4：3回・ベスト8：2回）
- サッカー部
- 陸上競技部
- ソフトテニス部
- バスケットボール部　※女子バスケット他校連合チームも存在。
- バレーボール部
- 剣道部
- 柔道部
- 登山部
- 野球部
- 卓球部
- バドミントン部
- ソフトボール部

### 文化部
- 建築研究部
- 土木研究部
- 電気研究部
- 機械研究部
- 情報技術研究部
- 美術部
- 写真部
- 吹奏楽部
- 家庭科部
- アニメーション同好会
- 将棋同好会
- ボクシング同好会

## 教育目標
【教育目標】
- 豊かな個人の育成
- 社会的公民的資質の育成
- 職業能力の育成

【目指す学校像】
- 地域の信頼と期待に応える魅力ある工業高校

## 交通
埼玉県熊谷市小島820番地
- 秩父線石原駅より徒歩30分
- 秩父線ひろせ野鳥の森駅より徒歩約20分
- 熊谷市内循環ゆうゆうバスムサシトミヨ号・グライダー号：熊谷工業高校入口停留所下車徒歩5分

## 著名な出身者

### ラグビー
- 堀越正巳 - 元ラグビー選手（神戸製鋼所属）・立正大学ラグビー部監督
- 安藤栄次 - 元ラグビー選手（NECグリーンロケッツ所属）
- 加藤尋久 - 元ラグビー選手 (神戸製鋼所属)
- 茂木大輔 - ラグビー選手（日野自動車レッドドルフィンズ所属）
- 吉澤尊 - 元ラグビー選手（リコーブラックラムズ所属）
- 吉沢拓海 - ラグビー選手 (埼玉パナソニックワイルドナイツ所属)
- 茂木隼人 - ラグビー選手（NECグリーンロケッツ所属）
- 中島拓也 - ラグビー選手（栗田工業ウォーターガッシュ所属）
- 沼尻大輝 - ラグビー選手（NTTコミュニケーションズシャイニングアークス所属）

### その他
- 寺田正美（スターダストレビューのメンバー）
- ブラザートム（歌手）
- 佐貫洋一 (テレビ埼玉アナウンサー)